# شركة طائرات بريستول
شركة طائرات بريستول (بالإنجليزية: Bristol Aeroplane Company)‏ هي شركة بريطانية الأصل. تأسست في 1910. يقع مقرها في إنجلترا، المملكة المتحدة.
كانت واحدة من أوئل وأهم الشركات البريطانية في مجال الطيران، قامت بتصميم وتصنيع كل من هياكل الطائرات ومحركات الطائرات. وتشمل الطائرات البارزة التي انتجتها الشركة طائرة بوكسكايت و مقاتلة بريستول (بالإنجليزية: Bristol F.2 Fighter)‏ وبلدغ (بالإنجليزية: Bristol Bulldog)‏ وبلينهايم(بالإنجليزية: Bristol Blenheim)‏ وبيوفايتر (بالإنجليزية: Bristol Beaufighter)‏ و بريتانيا (بالإنجليزية: Bristol Britannia)‏ والكثير من الأعمال التمهيدية التي نفذتها الشركة وأدت في نهاية المطاف إلى صنع طائرة كونكورد.
في عام 1956 تم تقسيم العمليات الأساسية إلي قسمين هما: شركة بريستول للطائرات وشركة بريستول للمحركات الجوية. وفي عام 1959 اندمجت بريستول للطائرات مع العديد من شركات الطائرات البريطانية الرئيسية لتشكيل شركة الطائرات البريطانية - (باك)، بينما اندمجت بريستول للمحركات الجوية مع ارمسترونغ سايدلي لتشكل بذلك شركة بريستول سايدلي.
أصبحت (باك) جزء مؤسسا في شركة الفضاء البريطانية (بريتش ايروسبيس) والتي تم تأميمها، والتي تعرف الآن باسم بي ايه اي سيستمز. بينما تم شراء بريستول سايدلي من قبل رولز رويس في عام 1966، وأستمرت رولز رويس في تطوير وتسويق المحركات التي صممتها بريستول. وكانت مقر أعمال شركة (باك) يقع في فيلتون، حوالي 4 أميال (6.4 كم) إلى الشمال من وسط مدينة بريستول. ومازالت شركات بي إيه إي سيستمز وإيرباص ورولز رويس و(MBDA) و(GKN) لها وجود في موقع فيلتون حيث يقع مقر شركة طائرات بريستول.